# Máximo Arnáiz
Máximo Arnáiz Bonilla (Burgos, 15 dicembre 1907 – Madrid, 14 agosto 1979) è stato un cestista spagnolo.

## Carriera
Pioniere del basket spagnolo, fu tra coloro che il 15 aprile 1935 disputarono la prima partita della storia della nazionale di pallacanestro della Spagna, che rimase la sua unica presenza con la "Roja". Quattro anni prima era divenuto uno dei primi giocatori nella storia del Real Madrid, facendo parte della prima rosa della squadra, la cui sezione di pallacanestro venne fondata proprio nel 1931.